# ساتیک سیرانیان
ساتیک گراسیمی سیرانیان (ارمنی: Սաթիկ Գերասիմի Սեյրանյան؛ زادهٔ ۲۰ فوریهٔ ۱۹۷۴) روزنامه‌نگار و مجری تلویزیونی اهل ارمنستان است.

## زندگی‌نامه
وی در ۲۰ فوریهٔ ۱۹۷۴ در ایروان به دنیا آمد و از دانشگاه دولتی ایروان فارغ‌التحصیل گشت. وی برنده جوایزی همچون مدال موسس خورناتسی (۲۰۱۸) است.